# Bror Wingren
Bror Wingren (ur. 20 marca 1906, zm. 14 września 1980) – szwedzki zapaśnik walczący w stylu wolnym. Brązowy medalista mistrzostw Europy w 1931 roku. 
Mistrz kraju w 1932 roku.